# Mohsen Mosalman
Mohsen Mosalman (en persan : محسن مسلمان), né le 27 janvier 1991, est un footballeur international iranien qui évolue avec le club de Saipa dans la Persian Gulf Pro League.
Il est également membre de l'équipe nationale iranienne de football, et a été capitaine de l'équipe d'Iran des moins de 23 ans. Évoluant au poste de milieu de terrain, il est connu pour ses passes et dribbles. Il détient le record du plus jeune buteur de l'Iran Pro League.

## Carrière en club

### Zob Ahan
Il fait ses débuts lors de la saison 2007-08, à l'occasion d'un match contre Bargh Chiraz, dans lequel il marque son premier but. Âgé de seulement 16 ans, cela fait de lui le plus jeune joueur de la première division iranienne. Il marque ensuite un autre but, contre Persépolis au stade Azadi, et devient par la même occasion le plus jeune joueur à marquer à Persépolis. Il est l'un des jeunes joueurs les plus prometteurs de la saison, et poursuit ses bonnes performances lors de la saison 2008-09 avec Zob Ahan. Toutefois, lors de la saison 2009–10, son temps de jeu se trouve réduit.

### Prêt à Malavan
Au cours de la saison 2010-11, il est prêté au club de Malavan. Il se met alors en évidence en délivrant de nombreuses passes décisives.

### Retour à Zob Ahan
Après avoir passé deux ans à Malavan sous forme de prêt, il retourne à Zob Ahan à la fin de la saison 2011–12. Il rejette des offres de Persépolis et Sepahan pour rester à Zob Ahan. 

### Prêt à Persépolis
Il rejoint ensuite Persépolis en prêt le 18 novembre 2013, jusqu'à la fin de la saison 2013-14,. Il fait ses débuts lors d'un match contre le Tractor Sazi, que Persépolis bat 0-1. Deux semaines plus tard, il marque son premier but en faveur de Persépolis, à l'occasion d'une victoire 6-0 à l'extérieur sur le club de Mes Kerman.

### Persépolis
Lors de l'été 2015, Persepolis paye 80 000 euros à Zob Ahan et engage Mosalman pour un contrat de 2 ans. Mosalman marque son premier but à Persépolis dans le derby de Téhéran, lors d'une victoire historique 4-2 contre l'Esteghlal. 
Il inscrit son premier but dans une compétition continentale asiatique, le 21 février 2017, lors d'un match nul 1-1 contre le club saoudien d'Al Hilal, en phase de groupe de la Ligue des champions. L'équipe de Persépolis progresse jusqu'en demi-finale, en étant éliminée par ce même club d'Al-Hilal.

## Carrière internationale

### Moins de 22 ans
Il est appelé par Ali Reza Mansourian afin de participer au camp d'entraînement de l'équipe en Italie. Il officie comme capitaine de l'équipe nationale iranienne de football des moins de 23 ans. Il est nommé dans la liste finale pour les Jeux asiatiques de 2014 organisés à Incheon.

### Senior
Le 3 octobre 2011, il est appelé en équipe nationale iranienne par le sélectionneur Carlos Queiroz. Deux jours plus tard, il fait ses débuts en faveur de l'équipe d'Iran, contre la Palestine. Il se met alors en évidence en délivrant une passe décisive. L'Iran l'emporte sur le très large score de 7-0.
Le 22 mai 2013, lors de sa deuxième sélection, il s'illustre de nouveau en marquant un but contre l'équipe d'Oman. Toutefois, son équipe s'incline 3-1. Le 11 juin 2013, il joue son troisième et dernier match, contre le Liban. L'Iran l'emporte 4-0 dans ce match des éliminatoires du mondial 2014.

## Statistiques

### Statistiques en club
| Club                  | Saison                | Championnat             | Championnat | Championnat | Hazfi Cup | Hazfi Cup |
| Club                  | Saison                | Division                | Matchs      | Buts        | Matchs    | Buts      |
| --------------------- | --------------------- | ----------------------- | ----------- | ----------- | --------- | --------- |
| Zob Ahan              | 2007–08               | Persian Gulf Pro League | 26          | 5           | 2         | 0         |
| Zob Ahan              | 2008–09               | Persian Gulf Pro League | 19          | 1           | 3         | 0         |
| Zob Ahan              | 2009–10               | Persian Gulf Pro League | 25          | 2           | 4         | 0         |
| Zob Ahan              | 2012–13               | Persian Gulf Pro League | 32          | 4           | 3         | 0         |
| Zob Ahan              | 2013–14               | Persian Gulf Pro League | 12          | 1           | 1         | 0         |
| Zob Ahan              | 2014–15               | Persian Gulf Pro League | 11          | 2           | 0         | 0         |
| Zob Ahan              | 2018–19               | Persian Gulf Pro League | 12          | 3           | 1         | 0         |
| Zob Ahan              | Total                 | Total                   | 137         | 18          | 14        | 0         |
| Malavan (loan)        | 2010–11               | Persian Gulf Pro League | 25          | 1           | 4         | 0         |
| Malavan (loan)        | 2011–12               | Persian Gulf Pro League | 31          | 2           | 1         | 0         |
| Malavan (loan)        | Total                 | Total                   | 56          | 3           | 5         | 0         |
| Persepolis            | 2013–14 (prêt)        | Persian Gulf Pro League | 12          | 2           | 1         | 0         |
| Persepolis            | 2015–16               | Persian Gulf Pro League | 23          | 1           | 3         | 0         |
| Persepolis            | 2016–17               | Persian Gulf Pro League | 27          | 2           | 1         | 0         |
| Persepolis            | 2017–18               | Persian Gulf Pro League | 21          | 0           | 1         | 0         |
| Persepolis            | Total                 | Total                   | 83          | 5           | 6         | 0         |
| Foolad (prêt)         | 2014–15               | Persian Gulf Pro League | 13          | 0           | 0         | 0         |
| Foolad (prêt)         | Total                 | Total                   | 13          | 0           | 0         | 0         |
| Sepahan               | 2018–19               | Persian Gulf Pro League | 5           | 0           | 0         | 0         |
| Sepahan               | 2019–20               | Persian Gulf Pro League | 2           | 0           | 0         | 0         |
| Total sur la carrière | Total sur la carrière | Total sur la carrière   | 296         | 26          | 25        | 0         |

### Passes décisives
| Saison | Équipe     | Passes |
| ------ | ---------- | ------ |
| 09-10  | Zob Ahan   | 1      |
| 10–11  | Malavan    | 2      |
| 11–12  | Malavan    | 8      |
| 12–13  | Zob Ahan   | 3      |
| 13-14  | Zob Ahan   | 2      |
| 13-14  | Persépolis | 2      |
| 14-15  | Zob Ahan   | 2      |
| 15-16  | Persépolis | 4      |
| 16-17  | Persépolis | 9      |
| 17-18  | Persépolis | 10     |
| 18–19  | Zob Ahan   | 0      |

### Buts internationaux
| # | Date        | Lieu         | Adversaire | But | Résultat |
| - | ----------- | ------------ | ---------- | --- | -------- |
| 1 | 22 mai 2013 | Muscat, Oman | Oman       | 1–3 | 1–3      |

## Palmarès
| Zob Ahan - Championnat d'Iran : - Vice-champion : 2008-09 et 2009-10. - Coupe d'Iran (1) : - Vainqueur : 2008-09. |  | Persépolis - Championnat d'Iran (2) : - Champion : 2016-17 et 2017-18. - Vice-champion : 2013-2014 et 2015-16. - Supercoupe d'Iran (1) : - Vainqueur : 2017. |